# Untitled album
Al nouălea album de studio al lui Nas nu are titlu. A fost lansat pe 15 iulie 2008, în SUA, mai devreme în unele țări și a primit un disc de aur din partea Recording Industry Association of America (RIAA).

## Circumstanțe

### Controversă
Nas a menționat titlul original al albumului, Nigger, în repetate rânduri. Unul din cele mai importante momente când a făcut acest lucru a fost reprezentația de la Roseland Ballroom în New York, pe 12 octombrie 2007.
Acest titlu a stârnit numeroase controverse, în cele din urmă Nas a anunțat că albumul va fi unul neintitlulat („Unitiled“), spunând că „oamenii vor ști întotdeauna care a fost titlul real al albumului și ce înseamnă acesta.“ („The people will always know what the real title of this album is and what to call it.“).

### The Nigger Tape
Pe 9 iunie 2008, Nas a lansat mixtape-ul The NIgger Tape, împreună cu DJ Green Lantern, pe care se găsesc trei melodii incluse pe album, dar și altele nelansate.

## Extrase
Înainte de lansarea albumului, a fost lansat un videoclip pentru „Be a Nigger Too“, melodie ce se zvonea a fi primul extras de pe album. Mai târziu, Nas a delcarat pentru Billboard magazine ca „Be a Nigger Too“ nu va fi inclus pe album din cauza problemelor legate de drepturile de autor. În aceeași săptămână, Nas a lansat „Hero“, primul extras de pe album. Keri Hilson își face apariția pe refren. Melodia este produsă de Polow da Don.
Videoclipul pentru „Sly Fox“, un atac îndreptat către News Corporation și Fox, a fost lansat pe 10 iulie, dar la data de 18 februarie 2009 încă nu era recunoscut ca single oficial.
The Game a anunțat că „Make The World Go Round“ va fi următorul extras de pe album.
Un videoclip pentru „Y’all My Niggas“ a apărut în septembrie 2008.

## Recepție
Albumul a primit nota 4,5 din partea HipHopDX.com, și a fost inclus in topul 25 organizat de acest site al celor mai bune albume din 2008.
Albumul a primit in general critici bune.
A debutat pe locul 1 in Billboard 200, vanzand 187,078 copii in saptamana lansarii. Pe 26 octombrie 2006, albumul vanduse 407,133 copii in SUA.
Pe 3 decembrie, albumul a fost nominalizat la Premiile Grammy.

## Lista melodiilor
1. „Queens Get the Money“ - 2:12
2. „You Can't Stop Us Now“ (feat. Eban Thomas of The Stylistics & The Last Poets) - 3:05
3. „Breathe“ - 3:34
4. „Make the World Go Round“ (feat. Chris Brown & The Game) - 3:49
5. „Hero“ (feat. Keri Hilson) - 4:00
6. „America“ - 3:52
7. „Sly Fox“ - 4:23
8. „Testify“ - 2:24
9. „N.I.G.G.E.R. (The Slave and the Master)“ - 4:33
10. „Untitled“ - 2:51
11. „Fried Chicken“ (feat. Busta Rhymes) - 2:50
12. „Project Roach“ (feat. The Last Poets) - 1:48
13. „Y'all My Niggas“ - 4:16
14. „We're Not Alone“ - 5:40
15. „Black President“ - 4:29
16. „Like Me“ (UK/Irlanda iTunes bonus track)) - 3:47
17. „Proclamation“ (iTunes pre-order) - 1:00